# Pterocarpus santalinoides
Espèce
Synonymes
- Lingoum esculentum (Schum. & Thonn.) Kuntze[1]
- Pterocarpus amazonicus Huber[1]
- Pterocarpus esculentus Schum. & Thonn.[1]
- Pterocarpus grandis Cowan[1]
- Pterocarpus michelii Cowan[1]

Pterocarpus santalinoides est une espèce de plantes à fleurs de la famille des Fabacées et du genre Pterocarpus. C'est une espèce tropicale.

## Notes et références

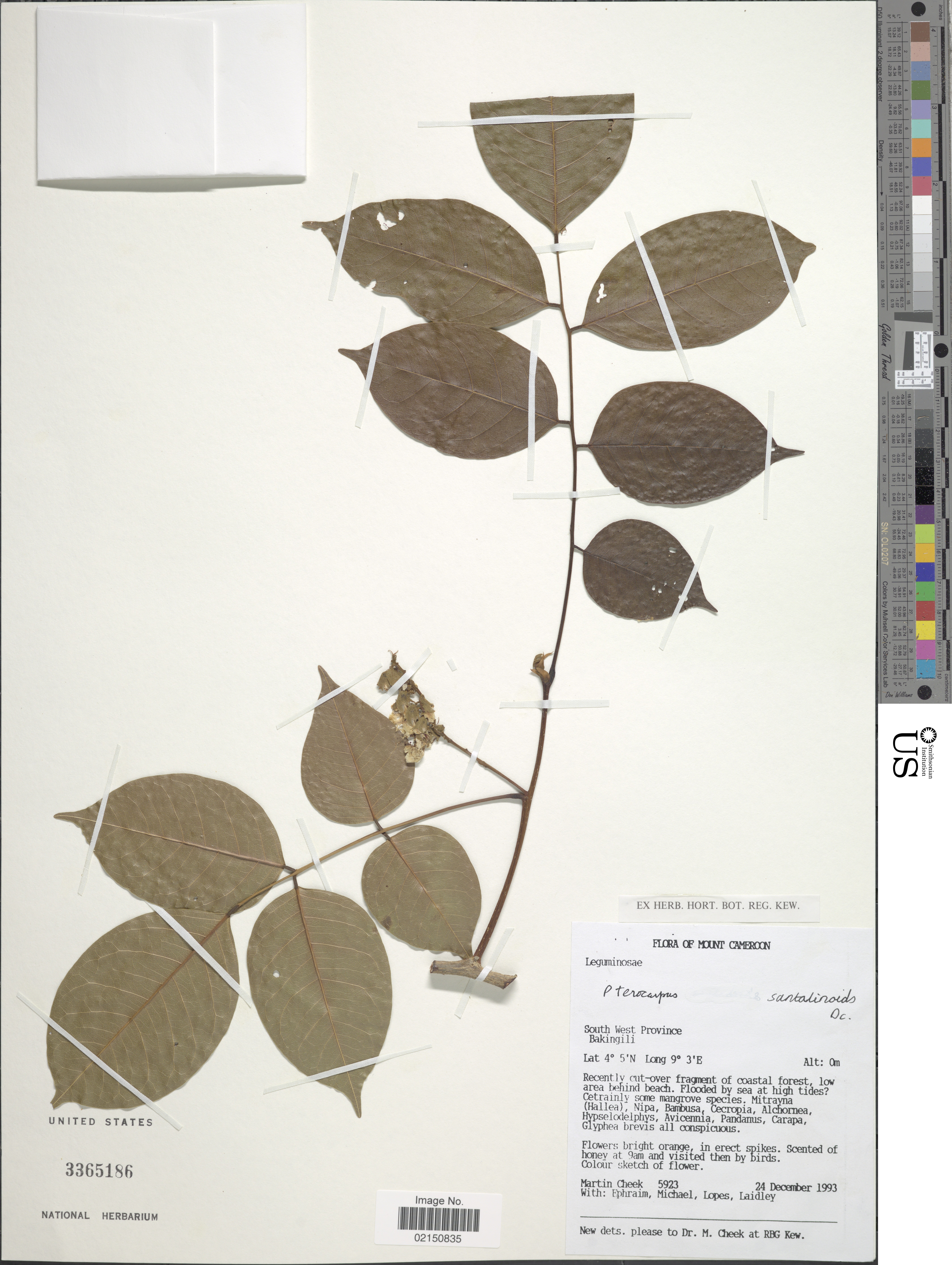
Spécimen récolté à Bakingili au Cameroun.